# AEW World Trios Championship
AEW World Trios Championship – tytuł mistrzowski, który jest specjalistycznym mistrzostwem tag team, o które walczą drużyny składające się z trzech wrestlerów, promowany przez federację All Elite Wrestling (AEW). Inauguracyjnymi mistrzami byli The Elite (Kenny Omega, Matt Jackson i Nick Jackson).

## Historia
27 lipca 2022 roku, na specjalnym odcinku Dynamite nazwanym Fight for the Fallen, All Elite Wrestling (AEW) ogłosiło turniej o inauguracyjny AEW World Trios Championship, którego kulminacja była na pay-per-view All Out 4 września 2022 roku. W przeciwieństwie do AEW World Tag Team Championship, który jest standardowym tytułem tag team, o które walczą drużyny składające się z dwóch wrestlerów, Trios Championship obejmuje drużyny składające się z trzech wrestlerów.

### Inauguracyjny turniej
|  | Ćwierćfinały Dynamite (17 i 24 sierpnia 2022) Rampage (19 i 26 sierpnia 2022) | Ćwierćfinały Dynamite (17 i 24 sierpnia 2022) Rampage (19 i 26 sierpnia 2022) | Ćwierćfinały Dynamite (17 i 24 sierpnia 2022) Rampage (19 i 26 sierpnia 2022) |                                                                   |                                                                   | Półfinały Dynamite (31 sierpnia 2022) Rampage (2 września 2022)   | Półfinały Dynamite (31 sierpnia 2022) Rampage (2 września 2022) | Półfinały Dynamite (31 sierpnia 2022) Rampage (2 września 2022) |  |  | Finał All Out (4 września 2022) | Finał All Out (4 września 2022) | Finał All Out (4 września 2022) |  |
|  |                                                                               |                                                                               |                                                                               |                                                                   |                                                                   |                                                                   |                                                                 |                                                                 |  |  |                                 |                                 |                                 |  |
|  | Death Triangle (Pac, Penta El Zero Miedo i Rey Fénix)                         | Death Triangle (Pac, Penta El Zero Miedo i Rey Fénix)                         | 24:51                                                                         |                                                                   |                                                                   |                                                                   |                                                                 |                                                                 |  |  |                                 |                                 |                                 |  |
|  | Death Triangle (Pac, Penta El Zero Miedo i Rey Fénix)                         | Death Triangle (Pac, Penta El Zero Miedo i Rey Fénix)                         | 24:51                                                                         |                                                                   |                                                                   |                                                                   |                                                                 |                                                                 |  |  |                                 |                                 |                                 |  |
|  | United Empire (Kyle Fletcher, Mark Davis i Will Ospreay)                      | United Empire (Kyle Fletcher, Mark Davis i Will Ospreay)                      | Pin                                                                           |                                                                   |                                                                   |                                                                   |                                                                 |                                                                 |  |  |                                 |                                 |                                 |  |
|  | United Empire (Kyle Fletcher, Mark Davis i Will Ospreay)                      | United Empire (Kyle Fletcher, Mark Davis i Will Ospreay)                      | Pin                                                                           |                                                                   | United Empire                                                     | United Empire                                                     | 18:59                                                           |                                                                 |  |  |                                 |                                 |                                 |  |
|  |                                                                               |                                                                               |                                                                               |                                                                   | United Empire                                                     | United Empire                                                     | 18:59                                                           |                                                                 |  |  |                                 |                                 |                                 |  |
|  |                                                                               |                                                                               | The Elite                                                                     | The Elite                                                         | Pin                                                               |                                                                   |                                                                 |                                                                 |  |  |                                 |                                 |                                 |  |
|  | La Facción Ingobernable (Andrade El Idolo, Dragon Lee i Rush)                 | La Facción Ingobernable (Andrade El Idolo, Dragon Lee i Rush)                 | The Elite                                                                     | The Elite                                                         | Pin                                                               | 20:50                                                             |                                                                 |                                                                 |  |  |                                 |                                 |                                 |  |
|  | La Facción Ingobernable (Andrade El Idolo, Dragon Lee i Rush)                 | La Facción Ingobernable (Andrade El Idolo, Dragon Lee i Rush)                 |                                                                               |                                                                   |                                                                   |                                                                   |                                                                 |                                                                 |  |  |                                 |                                 |                                 |  |
|  | The Elite (Kenny Omega, Matt Jackson i Nick Jackson)                          | The Elite (Kenny Omega, Matt Jackson i Nick Jackson)                          | Pin                                                                           |                                                                   |                                                                   |                                                                   |                                                                 |                                                                 |  |  |                                 |                                 |                                 |  |
|  | The Elite (Kenny Omega, Matt Jackson i Nick Jackson)                          | The Elite (Kenny Omega, Matt Jackson i Nick Jackson)                          | Pin                                                                           |                                                                   | The Elite                                                         | The Elite                                                         | Pin                                                             |                                                                 |  |  |                                 |                                 |                                 |  |
|  |                                                                               |                                                                               |                                                                               |                                                                   |                                                                   |                                                                   |                                                                 |                                                                 |  |  |                                 |                                 |                                 |  |
|  |                                                                               |                                                                               | "Hangman" Adam Page i The Dark Order (Alex Reynolds, John Silver)             | "Hangman" Adam Page i The Dark Order (Alex Reynolds, John Silver) | 19:50                                                             |                                                                   |                                                                 |                                                                 |  |  |                                 |                                 |                                 |  |
|  | House of Black (Malakai Black, Brody King i Buddy Matthews)                   | House of Black (Malakai Black, Brody King i Buddy Matthews)                   | "Hangman" Adam Page i The Dark Order (Alex Reynolds, John Silver)             | "Hangman" Adam Page i The Dark Order (Alex Reynolds, John Silver) | 19:50                                                             | 9:03                                                              |                                                                 |                                                                 |  |  |                                 |                                 |                                 |  |
|  | House of Black (Malakai Black, Brody King i Buddy Matthews)                   | House of Black (Malakai Black, Brody King i Buddy Matthews)                   |                                                                               |                                                                   |                                                                   |                                                                   |                                                                 |                                                                 |  |  |                                 |                                 |                                 |  |
|  | The Dark Order (Alex Reynolds, John Silver i Preston Vance)                   | The Dark Order (Alex Reynolds, John Silver i Preston Vance)                   | Pin                                                                           |                                                                   |                                                                   |                                                                   |                                                                 |                                                                 |  |  |                                 |                                 |                                 |  |
|  | The Dark Order (Alex Reynolds, John Silver i Preston Vance)                   | The Dark Order (Alex Reynolds, John Silver i Preston Vance)                   | Pin                                                                           |                                                                   | "Hangman" Adam Page i The Dark Order (Alex Reynolds, John Silver) | "Hangman" Adam Page i The Dark Order (Alex Reynolds, John Silver) | Pin                                                             |                                                                 |  |  |                                 |                                 |                                 |  |
|  |                                                                               |                                                                               |                                                                               |                                                                   | "Hangman" Adam Page i The Dark Order (Alex Reynolds, John Silver) | "Hangman" Adam Page i The Dark Order (Alex Reynolds, John Silver) | Pin                                                             |                                                                 |  |  |                                 |                                 |                                 |  |
|  |                                                                               |                                                                               | Best Friends                                                                  | Best Friends                                                      | 11:10                                                             |                                                                   |                                                                 |                                                                 |  |  |                                 |                                 |                                 |  |
|  | The Trustbusters (Ari Daivari, Parker Boudreaux i Slim J)                     | The Trustbusters (Ari Daivari, Parker Boudreaux i Slim J)                     | Best Friends                                                                  | Best Friends                                                      | 11:10                                                             | 10:32                                                             |                                                                 |                                                                 |  |  |                                 |                                 |                                 |  |
|  | The Trustbusters (Ari Daivari, Parker Boudreaux i Slim J)                     | The Trustbusters (Ari Daivari, Parker Boudreaux i Slim J)                     |                                                                               |                                                                   |                                                                   |                                                                   |                                                                 |                                                                 |  |  |                                 |                                 |                                 |  |
|  | Best Friends (Chuck Taylor, Trent Beretta i Orange Cassidy)                   | Best Friends (Chuck Taylor, Trent Beretta i Orange Cassidy)                   | Pin                                                                           |                                                                   |                                                                   |                                                                   |                                                                 |                                                                 |  |  |                                 |                                 |                                 |  |

## Projekt pasa
Standardowe pasy AEW World Trios Championship zostały wykonane przez Rona Edwardsena z Red Leather Belts. Mają pięć złotych płytek na czarnych skórzanych paskach. Okrągła płyta środkowa ma pośrodku niebieską kulę ziemską z napisem „TRIOS” na całym globie w kolorze czarnym ze złotą obwódką. Nad kulą ziemską znajduje się czarny baner ze złotym napisem „WORLD”, natomiast czarny baner pod kulą ziemską z napisem złotym „CHAMPION”. W górnej części  płytki znajduje się logo AEW, a resztę talerza wypełnia filigran. Po obu stronach płyty środkowej znajdują się po dwie płyty boczne. Wewnętrzne płyty boczne przedstawiają dwóch zapaśników wykonujących jednoczesne superkicki na innym zapaśniku, podczas gdy zewnętrzne płytki boczne przedstawiają zapaśnika wykonującego electric chair driver.

### Niestandardowe projekty
Podczas panowania House of Black (Malakai Black, Brody King i Buddy Matthews), które rozpoczęło się w marcu 2023 roku, wprowadzili własne, niestandardowe wersje pasów mistrzowskich typu „black out”. Pasy miały w większości tę samą podstawową konstrukcję, co pasy standardowe, ale miały srebrne płytki zamiast złotych (kula była również czarna zamiast niebieskiej). Płytki boczne również zmieniono na logo The House of Black z pionowym „HOB” wplecionym w skórę pomiędzy zewnętrznymi płytkami bocznymi a zatrzaskami guzikowymi.
Po tym, jak The Acclaimed (Anthony Bowens, Max Caster i Billy Gunn) zdobyli tytuł w sierpniu 2023 roku, wprowadzili własne, niestandardowe „nożycowe” pasy mistrzowskie. Charakteryzowały się tą samą podstawową konstrukcją, co standardowe pasy, ale z różowymi pasami. Dodatkowo końce pasów miały kształt nożyczek i miały napis „Scissor Me” po jednej stronie i „Daddy Ass” po drugiej, nawiązując do ich gimmicku z „nożyczkami”. Wewnętrzne płyty boczne były takie same jak standardowe pasy, ale zewnętrzne płyty boczne zostały zmienione na napis „WORLD TRIOS CHAMPION”. Logo AEW zostało również dodane na górze każdej płyty bocznej.

## Panowania
Na stan z 31 lipca 2025, było 8 panowań między 7 drużynami, 20 indywidualnymi mistrzami i jednym wakatem. The Elite (Kenny Omega, Matt Jackson i Nick Jackson) byli inauguracyjnymi mistrzami i obecnie mają najkrótsze panowanie, które trwało 3 dni, podczas gdy panowanie The Acclaimed (Anthony Bowens, Max Caster i Billy Gunn) jest najdłuższe i trwało 238 dni. Billy Gunn jest najstarszym mistrzem, zdobywając tytuł w wieku 59 lat, a Austin Gunn jest najmłodszym, po zdobyciu tytułu w wieku 29 lat.
Obecnymi mistrzami są The Opps (Samoa Joe, Powerhouse Hobbs i Katsuyori Shibata), którzy są w swoim pierwszym panowaniu. Pokonali poprzednich mistrzów Death Riders (Claudio Castagnoliego, Wheelera Yutę i tymczasowego posiadacza tytułu Jona Moxleya) na Dynamite: Spring BreakThru, 16 kwietnia 2025.
| Nr        | Ogólny numer panowania                                                     |
| Panowanie | Liczba panowań konkretnego mistrza                                         |
| Dni       | Liczba dni panowania                                                       |
| Dni roz.  | Dni panowania, które są uznawane przez federację na jej oficjalnej stronie |
| +         | Oznacza, że liczba dni w posiadaniu wzrasta z kolejnym dniem               |

| Nr | Mistrzowie                                                                  | Zmiana mistrza        | Zmiana mistrza             | Zmiana mistrza      | Statystyki panowania | Statystyki panowania | Statystyki panowania | Notka | Odn.   |
| Nr | Mistrzowie                                                                  | Data                  | Gala                       | Miejsce             | Panowanie            | Dni                  | Dni roz.             | Notka | Odn.   |
| -- | --------------------------------------------------------------------------- | --------------------- | -------------------------- | ------------------- | -------------------- | -------------------- | -------------------- | --- | ------ |
| 1  | The Elite (Kenny Omega, Matt Jackson i Nick Jackson)                        | 4 września 2022(dts)  | All Out                    | Hoffman Estates, IL | 1                    | 3                    | 3                    | Pokonali "Hangman" Adama Page’a i The Dark Order (Alexa Reynoldsa i Johna Silvera) w finale turnieju stając się inauguracyjnymi mistrzami. | [ 6 ]  |
| —  | Wakat                                                                       | 7 września 2022(dts)  | Dynamite                   | Buffalo, NY         | —                    | —                    | —                    | The Elite zostali pozbawieni tytułu przez prezesa AEW Tony’ego Khana z powodu autentycznej fizycznej sprzeczki za kulisami, która nastąpiła po konferencji prasowej po gali pay-per-view All Out. | [ 11 ] |
| 2  | Death Triangle (Pac, Penta El Zero M i Rey Fénix)                           | 7 września 2022(dts)  | Dynamite                   | Buffalo, NY         | 1                    | 126                  | 126                  | Pokonali Best Friends (Chucka Taylora, Trenta Berettę i Orange’a Cassidy’ego) w walce o zwakowany tytuł. | [ 11 ] |
| 3  | The Elite (Kenny Omega, Matt Jackson i Nick Jackson)                        | 11 stycznia 2023(dts) | Dynamite                   | Inglewood, CA       | 2                    | 53                   | 53                   | Był to Escalera de la Muerte, który był również siódmą i ostatnią walką w Best of Seven Series o tytuł. | [ 12 ] |
| 4  | The House of Black (Malakai Black, Brody King i Buddy Matthews)             | 5 marca 2023(dts)     | Revolution                 | San Francisco, CA   | 1                    | 175                  | 175                  | | [ 13 ] |
| 5  | The Acclaimed (Max Caster, Anthony Bowens i Billy Gunn)                     | 27 sierpnia 2023(dts) | All In                     | Londyn, Anglia      | 1                    | 238                  | 238                  | Był to "House Rules" match; stypulacją Acclaimed było No Holds Barred. | [ 14 ] |
| 6  | Bullet Club Gold/Bang Bang Gang (Jay White, Austin Gunn i Colten Gunn)      | 21 kwietnia 2024(dts) | Dynasty Zero Hour          | Saint Louis, MO     | 1                    | 80                   | 83                   | Był to Winners Take All Title Unification match, gdzie ROH World Six-Man Tag Team Championship Bullet Club Gold również był na szali. Dzięki obu tytułom Bullet Club Gold byli uznawani za Unified World Trios Championów i za tego panowania grupa została przemianowana na Bang Bang Gang.                                                                                            | [ 15 ] |
| —  | Wakat                                                                       | 10 lipca 2024(dts)    | Collision                  | Calgary, AB, Kanada | —                    | —                    | —                    | Bang Bang Gang zostali pozbawieni tytułu przez tymczasowego wiceprezesa wykonawczego AEW Christophera Danielsa po tym, jak Jay White doznał kontuzji, odrzucając próbę Bang Bang Gang zastosowania zasady Freebird Rule, aby pozwolić Juice Robinsonowi bronić tytułu w miejsce White’a. To zakończyło unifikację z ROH World Six-Man Tag Team Championship. Wyemitowano 13 lipca 2024. | [ 16 ] |
| 7  | The Patriarchy (Christian Cage, Nick Wayne i Killswitch)                    | 20 lipca 2024(dts)    | Collision                  | Arlington, TX       | 1                    | 36                   | 36                   | Pokonali Bang Bang Gang (Juice’a Robinsona, Austina Gunna i Coltena Gunna) w walce o zwakowany tytuł. | [ 17 ] |
| 8  | Blackpool Combat Club/Death Riders (Pac, Claudio Castagnoli i Wheeler Yuta) | 25 sierpnia 2024(dts) | All In                     | Londyn, Anglia      | 1 (2, 1, 1)          | 234                  | 234                  | Był to Four-way London Ladder match, w którym brali również udział Bang Bang Gang (Juice Robinson, Austin Gunn i Colten Gunn) oraz House of Black (Malakai Black, Brody King i Buddy Matthews). | [ 10 ] |
| 9  | The Opps (Samoa Joe, Powerhouse Hobbs i Katsuyori Shibata)                  | 16 kwietnia 2025(dts) | Dynamite: Spring BreakThru | Boston, MA          | 1                    | 106+                 | 106+                 | Jon Moxley pełnił rolę tymczasowego posiadacza tytułu dla Death Riders w miejsce autentycznie kontuzjowanego Paca. | [ 18 ] |

## Łączna liczba panowań
Stan na 31 lipca 2025
| † | Oznacza obecnego mistrza |

### Drużynowo
| Miejsce | Drużyna                                                                     | Liczba panowań | Łączna liczba dni | Łączna liczba dni według AEW |
| ------- | --------------------------------------------------------------------------- | -------------- | ----------------- | ---------------------------- |
| 1       | The Acclaimed (Max Caster, Anthony Bowens i Billy Gunn)                     | 1              | 238               | 238                          |
| 2       | Blackpool Combat Club/Death Riders (Pac, Claudio Castagnoli i Wheeler Yuta) | 1              | 234               | 234                          |
| 3       | The House of Black (Malakai Black, Brody King i Buddy Matthews)             | 2              | 175               | 175                          |
| 4       | Death Triangle (Pac, Penta El Zero Miedo i Rey Fénix)                       | 1              | 126               | 126                          |
| 5       | The Opps † (Samoa Joe, Powerhouse Hobbs i Katsuyori Shibata)                | 1              | 106+              | 106+                         |
| 6       | Bullet Club Gold/Bang Bang Gang (Jay White, Austin Gunn i Colten Gunn)      | 1              | 80                | 83                           |
| 7       | The Elite (Kenny Omega, Matt Jackson i Nick Jackson)                        | 2              | 56                | 56                           |
| 8       | The Patriarchy (Christian Cage, Nick Wayne i Killswitch)                    | 1              | 36                | 36                           |

### Indywidualnie
| Miejsce | Wrestler            | Liczba panowań | Łączna liczba dni | Łączna liczba dni według AEW |
| ------- | ------------------- | -------------- | ----------------- | ---------------------------- |
| 1       | Pac                 | 2              | 360               | 360                          |
| 2       | Billy Gunn          | 1              | 238               | 238                          |
| 2       | Anthony Bowens      | 1              | 238               | 238                          |
| 2       | Max Caster          | 1              | 238               | 238                          |
| 5       | Claudio Castagnoli  | 1              | 234               | 234                          |
| 5       | Wheeler Yuta        | 1              | 234               | 234                          |
| 7       | Brody King          | 1              | 175               | 175                          |
| 7       | Buddy Matthews      | 1              | 175               | 175                          |
| 7       | Malakai Black       | 1              | 175               | 175                          |
| 10      | Penta El Zero Miedo | 1              | 126               | 126                          |
| 10      | Rey Fénix           | 1              | 126               | 126                          |
| 12      | Samoa Joe †         | 1              | 106+              | 106+                         |
| 12      | Katsuyori Shibata † | 1              | 106+              | 106+                         |
| 12      | Powerhouse Hobbs †  | 1              | 106+              | 106+                         |
| 15      | Jay White           | 1              | 80                | 83                           |
| 15      | Austin Gunn         | 1              | 80                | 83                           |
| 15      | Colten Gunn         | 1              | 80                | 83                           |
| 18      | Kenny Omega         | 2              | 56                | 56                           |
| 18      | Matt Jackson        | 2              | 56                | 56                           |
| 18      | Nick Jackson        | 2              | 56                | 56                           |
| 21      | Christian Cage      | 1              | 36                | 36                           |
| 21      | Killswitch          | 1              | 36                | 36                           |
| 21      | Nick Wayne          | 1              | 36                | 36                           |